# Grotte di Nettuno
Grotte di Nettuno (ang. Neptune's Grotto) – jaskinia krasowa położona około 25 km od Alghero w północno-zachodniej części Sardynii we Włoszech znajdująca się u podnóży 110-metrowego klifu Capo Caccia. 

## Opis

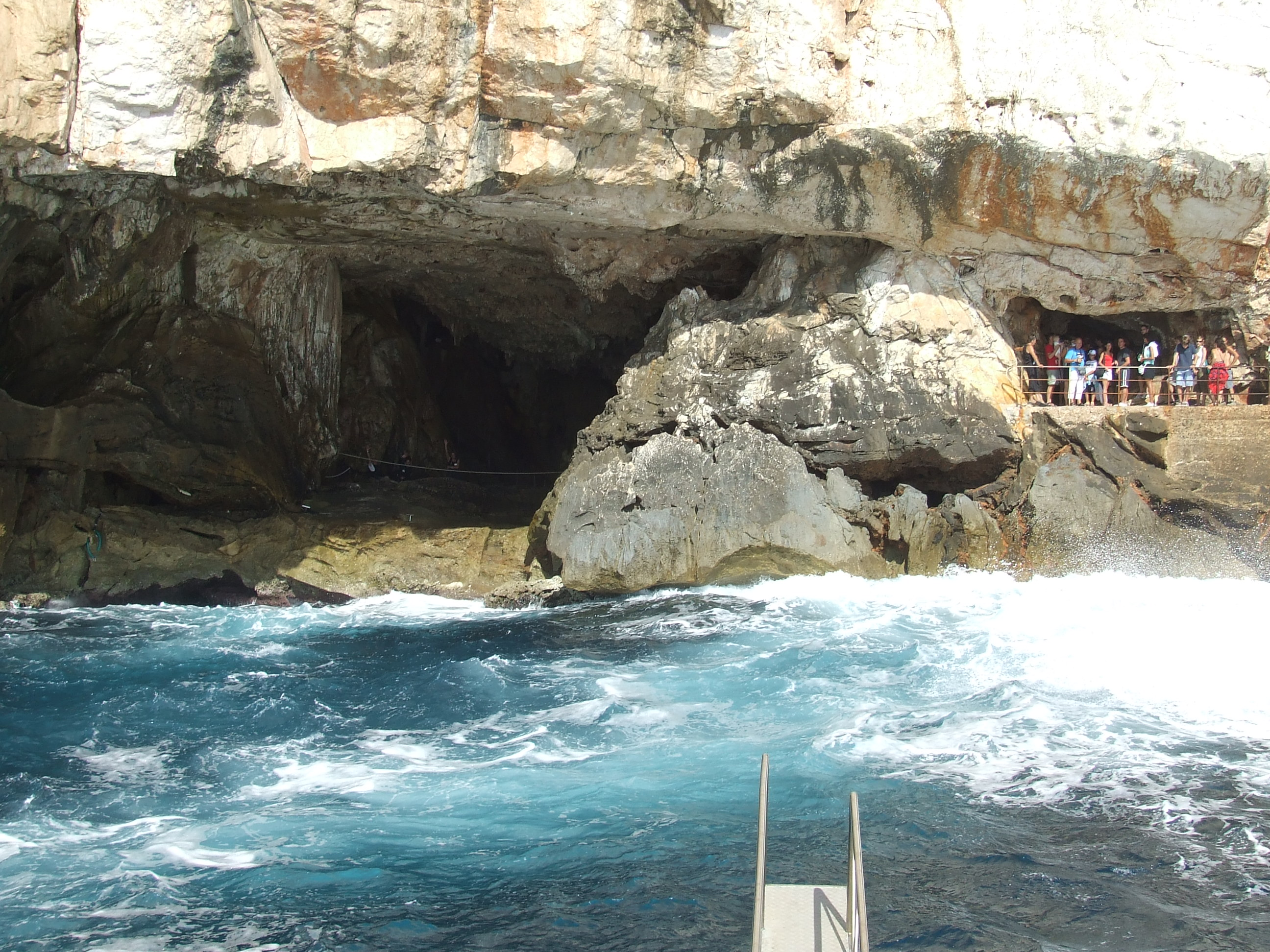
Wejście do jaskini

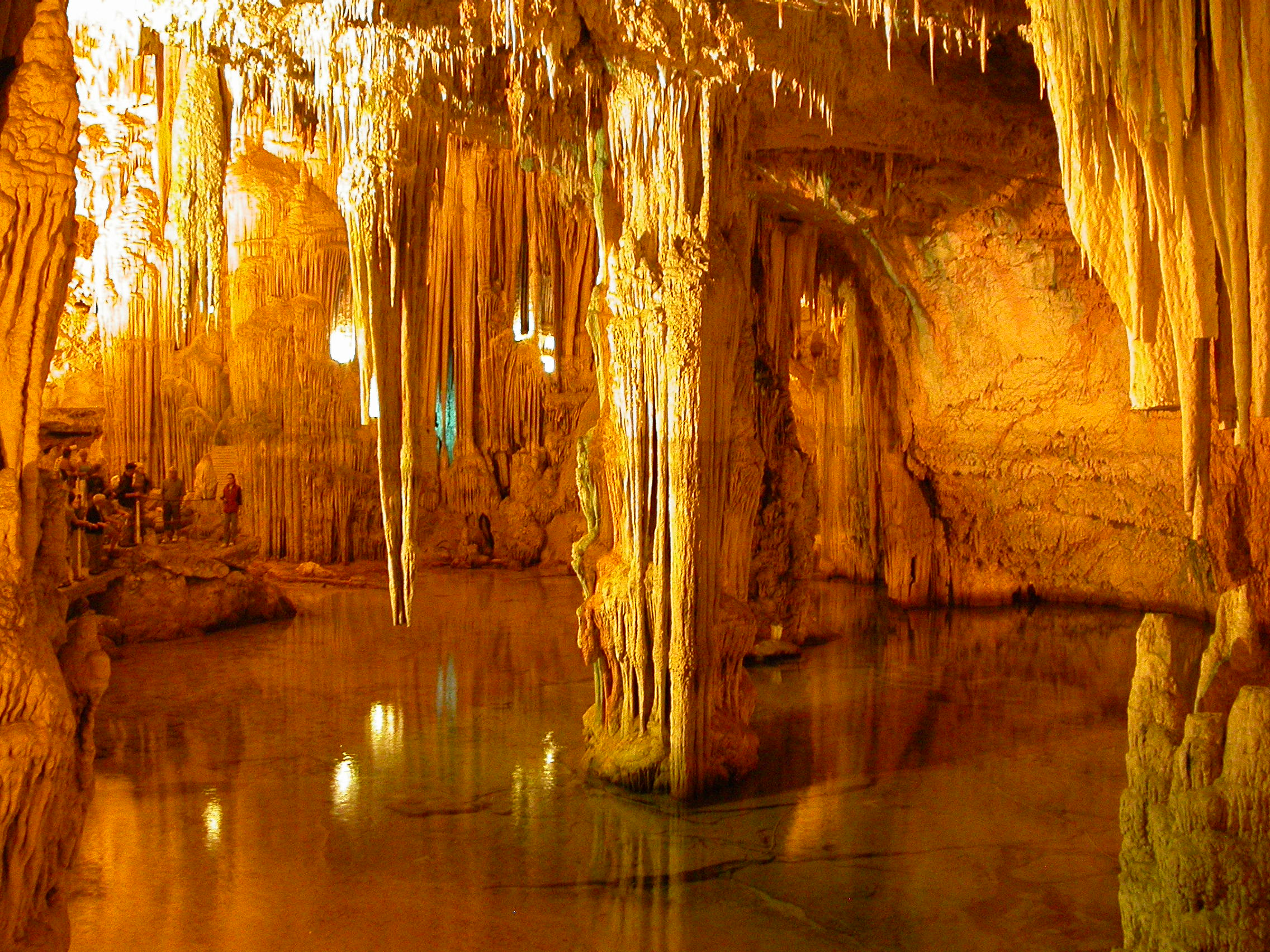
Liczne nacieki widoczne w jaskini

Jaskinia jest jedną z największych atrakcji turystycznych Sardynii. Wejście do jaskini ma 8 m wysokości oraz 20 m długości i znajduje się 1 m n.p.m. przez co od strony morza jaskinia dostępna jest tylko przy dobrej pogodzie. Wewnątrz jaskini znajduje się płytkie (na początku głębokość jeziora sięga nawet do 8-9 m) słone jezioro o długości 120 m i maksymalnej szerokości 25 m o nazwie La Marmora. Jezioro zostało utworzone w wyniku przedostawania się syfonem wody morskiej do wnętrza jaskini, jezioro jest niedostępne dla odwiedzających. Szacuje się, że sama jaskinia ma około 4 km długości i tylko niewielka część z tego jest dostępna dla turystów, sama ścieżka turystyczna ma około 580 m.
Jaskinia przyciąga różnorodnością nacieków jaskiniowych w tym takich jak stalaktyty, stalagmity czy misy martwicowe.
Do jaskini można się dostać na dwa sposoby, schodami z 656 stopniami nazwanymi Escala del Cabirol, które powstały w 1954 i wiodą ze szczytu Capo Caccia, lub drogą morską. Jaskinię rocznie odwiedza około 160 000 turystów. Do niedawna jaskinia była schronieniem dla mniszek śródziemnomorskich.

## Historia
Jaskinia została odkryta w XVIII wieku przez miejscowych rybaków, jednak dopiero w 1954 dzięki budowie schodów i zamontowaniu oświetlenia jaskinia stała się ogólnie dostępna dla speleologów i turystów. W 1978 jaskinia była planem zdjęciowym dla filmu Wyspa ludzi-ryb (wł. L'Isola degli uomini pesce), który miał swoją premierę w 1979.